# 어우홍
어우홍(魚友洪, 1931년 5월 19일 ~ )은 대한민국의 야구 선수, 지도자이다. 대한민국 야구 국가대표팀과 프로 야구의 MBC 청룡, 롯데 자이언츠 등의 감독을 맡았다.
부산광역시 출신으로 1949년 동래중 (현재 동래고등학교)에서 투수로 야구를 시작해 제3회 전국지구 대표 중등학교 야구쟁패전(현 황금사자기)에서 최우수 선수로 뽑히며 이름을 날렸다. 성균관대학교를 졸업한 이후 실업 야구에 몸담아, 한국전력 등에서 1루수로 활약했다.
1960년 선수 은퇴 후에는 부산상고를 시작으로 감독 생활을 시작해, 이후 경남고등학교, 한국전력공사, 동아대학교 감독을 맡았다. 1982년에는 국가대표팀 감독을 맡아 서울에서 벌어진 제27회 세계야구선수권대회에서 우승해 세계 야구 연맹의 '올해의 감독상'을 수상하기도 했다.
프로 야구계에 뛰어드는 것을 꺼렸지만 MBC의 삼고초려로 1984년 김동엽의 뒤를 이어 MBC 청룡의 감독을 맡았는데 부임 첫 해 개막 직후 5경기에서 4승 1패로 순항했으나 4월 중순부터 같은달 말까지 12경기에서 1승 11패로 고꾸라진 데다 5월과 6월 사이 20승 10패로 솟구쳐 오르는 등 '롤러코스터식 흐름'이 반복됐는데 에이스 하기룡을 5월에만 선발-구원 가리지 않고 9번이나 투입시킨 데다 6월에 들어서는 전기리그 우승의 가능성이 희박해졌음에도 다승왕 욕심에 이틀 간격으로 구원승 완투승을 반복하는 무리를 방치했던 게 컸으며 결국 하기룡은 그 해 자신의 처음이자 마지막 10선발승(10선발승)을 거두는 데 그쳤다. 이후 1985년까지 감독을 맡지만 1985년에는 이해창 이종도의 타 팀 이적으로 타선이 약화된 데다 전년도 10선발승을 기록한 하기룡,  1983년 12선발승을 거둔 이길환, 전년도 7선발승을 기록한 김봉근 등을 부상으로 잃어 성적 부진을 면치 못하자  다시 김동엽으로 교체되었으며 허구연 MBC 해설위원이 본인(어우홍) 후임 물망에 올랐으나 고사했다. 1988년-1989년에는 롯데 자이언츠의 감독을 맡았으나, 부임 첫 해인 1988년에는 팀의 에이스 투수였던 최동원의 계약을 둘러싼 것 탓인지  팀 분위기가 어수선해졌고 이로 인해  승부처에서 전천후로 활용할 유닛을 잃게 되자 윤학길을 개막전(4월 2일 선발) 등판 사흘 뒤인 5일 구원투입(세이브), 다음 날 완투(승리), 10일 완투(완봉)시키는 등  무리한 투수기용으로 비난을 사 전기 4위, 후기 3위로 플레이오프에 실패했다.
급기야 1988년 시즌 뒤에는 선수회를 주도한 최동원에 대해 구단이 보복성 트레이드를 단행한 데 이어  선수회 포기각서에 서명을 거부한 김용철마저 트레이드시키면서  선수단의 골격이 흔들려버렸으며 결국 이듬해인  1989년에는 최동원과 맞바꾼 김시진이 롯데 이적 후 첫 등판인 1989년 4월 14일 사직 OB전에서 14이닝 동안 219개의 공을 던지는 오기를 발휘하면서 완투승(2-1)을 기록했으나 그 후유증으로 오른쪽 팔꿈치에 이상이 생겨 내리 4연패를 당하는 등 같은 해 4승(3선발승) 9패로 부진하면서 꼴찌로 추락하자 1987년 10월 29일부터 2년 계약으로 취임했지만  1989년 11월 말까지 임기가 남아있었음에도 같은 달 초 물러났다.
이런 충격 탓인지 김시진은 롯데 이적 첫 해인 1989년 3선발승에 그쳐 100선발승 문턱에서 주저앉았으나 다음 해 첫 승(4월 25일 OB전)을 첫 개인 100선발승으로 장식했는데 이 승리가 완봉승이라  기쁨이 두 배였지만 김시진 이후 100선발승 투수는 한동안 나오지 않았다가 1995년 롯데 윤학길이 9월 15일 인천 태평양전에서 8이닝 5안타 2실점으로 선발승을 거둬 역대 두 번째 100선발승 투수가 됐다.
이후 일선에 나서지 못했지만, 야구인들의 친목 모임 일구회를 창립하는 데 주도적 역할을 했고, 초대 회장직을 맡았다. 이후 1990년대 후반에는 케이블 TV에서 야구 중계 해설을 맡기도 했다. 주로 부산 지역의 팀들을 지도하였기 때문에 "부산 야구의 대부"로 불리기도 한다. 김응용이 부산상고 감독 시절 그의 제자이다.